# Echinodon becklesii
L'echinodonte (Echinodon becklesii) è un piccolissimo dinosauro erbivoro vissuto nel Cretacico inferiore in Inghilterra.

## Un minuscolo erbivoro poco noto
Decisamente poco noto, questo minuscolo erbivoro è conosciuto principalmente tramite alcuni resti della dentatura. Per molto tempo dopo la sua scoperta, i resti di Echinodon sono stati confusi con quelli di un esemplare giovane di teropode (denominato Nuthetes) e con quelli di una tartaruga. Per molti anni, a Echinodon sono stati attribuiti resti di un'armatura che con tutta probabilità apparteneva al chelone, e le ricostruzioni presentavano un piccolo erbivoro corazzato, forse un parente primitivo dei tireofori. Con tutta probabilità, i resti di Echinodon comprendono solamente la dentatura e le mascelle. Da ciò si può comunque ipotizzare che tipo di animale fosse: le mascelle assomigliano molto a quelle degli eterodontosauridi, piccoli ornitischi di incerta classificazione, forse imparentati con i marginocefali, dotati di denti caniniformi e di molari per triturare il fogliame. Echinodon potrebbe essere stato una forma tardiva di questo gruppo, oppure un rappresentante di una ghost lineage risalente al Giurassico inferiore e facente capo ai fabrosauridi, altri ornitischi ancora più primitivi.

## Descrizione

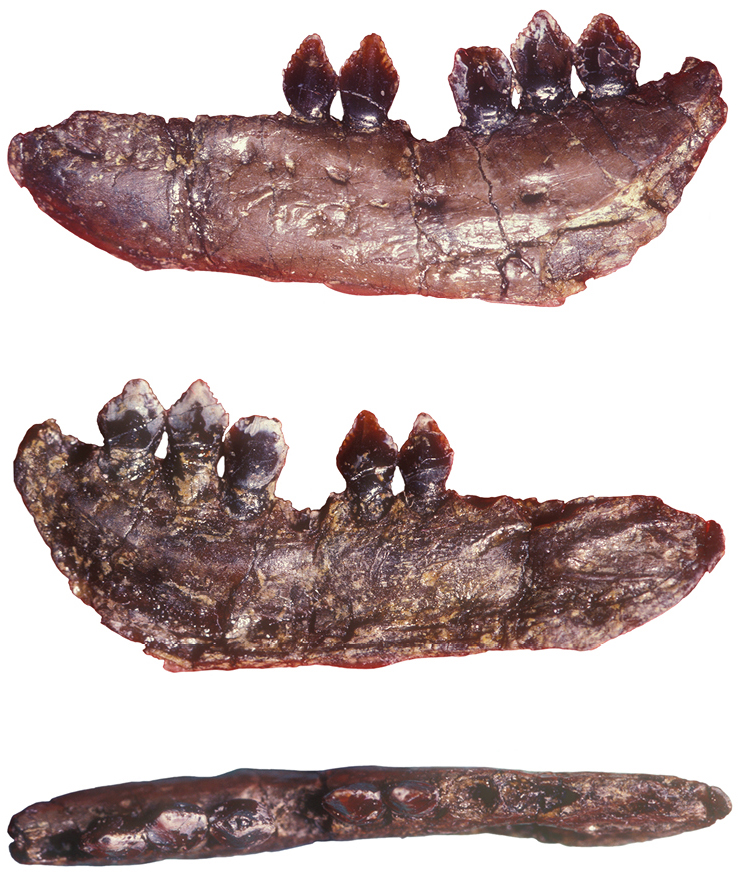
Fossili di mascelle di Echinodon becklesii

L'echinodonte potrebbe essere stato un piccolo erbivoro dalle lunghe zampe posteriori, agile e scattante, forse dotato di una testa corta e occhi grandi per riconoscere i predatori anche al buio. Le braccia erano corte, il collo molto flessibile ma con una testa relativamente piccola. Lungo circa sessanta centimetri, questo è uno tra i dinosauri più piccoli mai rinvenuti. Resti di mascelle provenienti dalla Morrison Formation in Colorado (Giurassico superiore) sono stati ascritti a una forma molto simile (Fruitadens).